# PGC 214086
LEDA/PGC 214086 ist eine Galaxie im Sternbild Haar der Berenice am Nordsternhimmel. Sie ist schätzungsweise 874 Millionen Lichtjahre von der Milchstraße entfernt und hat einen Durchmesser von etwa 115.000 Lichtjahren.
Im selben Himmelsareal befinden sich unter anderem die Galaxien NGC 5012, PGC 214087, PGC 1678996, PGC 1679665.